# Heinrich Valentin Becker

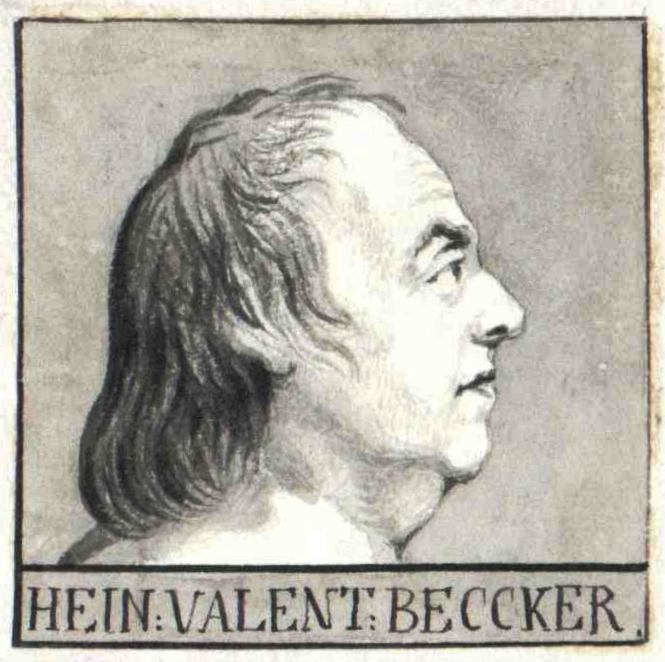
Heinrich Valentin Becker

Heinrich Valentin Becker (* 27. Juli 1732 in Rostock; † 15. Dezember 1796 ebenda) war ein deutscher lutherischer Theologe und Mathematiker.

## Leben
Heinrich Valentin Becker stammte aus der auf Hermann Becker zurückgehenden Rostocker Gelehrtenfamilie Becker. Er war der Sohn des Rostocker Theologen Johann Hermann Becker und dessen erster Frau Johanna Magdalena, geb. Möller (1707–1746). Von seinen beiden Brüdern wurde Peter Hermann Becker Pastor und Senior in Lübeck, während Johann Rudolph Becker Verwaltungsjurist in Diensten der Hansestadt Lübeck wurde und auch als Schriftsteller und Historiker Bedeutung erlangte. Heinrich Valentin Becker studierte bis 1754 an den Universitäten Rostock, Greifswald und Jena. 1754 war er Kandidat des Geistlichen Ministeriums in Lübeck.  Nach seiner Promotion 1756 zum Magister der Philosophie war er von 1757 bis 1762 als Privatdozent an der Philosophischen Fakultät der Universität Rostock tätig. Anschließend erhielt er dort einen Lehrstuhl für Niedere Mathematik. Zwischen 1765 und 1792 war er mehrfach Rektor der Universität.
1758/59 wurde er Archidiakon der Jakobikirche und 1773 übernahm er dort das Amt des Pastors.
Becker untersuchte unter anderem die „Gesetze zur Bestimmung der Geschwindigkeit der Körper in der geradlinichten Bewegung“ (Rostock 1756), veröffentlichte aber überwiegend theologische Schriften.
Heinrich Valentin Becker war seit 8. Mai 1759 verheiratet mit Anna Dorothea Burgmann (1736–1787), einer Tochter des Rostocker Bürgermeisters Dr. (Johann) Georg Burgmann. Einer ihrer Söhne war Hermann Friedrich Becker. Becker war durch seine Heirat verschwägert mit Jakob Friedrich Rönnberg, Professor der Moral, Walter Vincent Wiese, Professor der Theologie und Johann Christian von Quistorp, Juraprofessor in Rostock und zweimaliger Rektor der Universität Bützow.